# 朝霞少女監禁事件
朝霞少女監禁事件（あさかしょうじょかんきんじけん）は、千葉大学に通う大学生によって少女が誘拐され2年間に渡って監禁されていた事件。

## 概要

### 行方不明と捜索
2014年3月10日に朝霞市立朝霞第三中学校に通う当時13歳の中学1年生の少女（2001年1月15日生まれ）が行方不明となる。自宅には探さないでと書かれたメモが残されていた。それから10日後には、迷惑をかけてごめんなさいと書かれた手紙が自宅に届けられた。行方不明の前には自宅前で若い男と話す姿が目撃されていた。
行方不明から丸1年を迎える2015年3月15日には、埼玉県警察は北朝霞駅と志木駅と上尾駅で警察官が8000枚のチラシを配布して情報提供を呼びかけた。これには行方不明になった少女の父親も参加した。このときの父親は一年も捜索活動が続くとは思っていなかった。

### 発見と保護
少女は2016年3月27日に警視庁に保護される。少女はそれまで男に監禁されており、男が長時間いなくなりそうな日に隙を見て逃げ出してきていた。少女は東中野駅の公衆電話から母親に助けを求める電話をかけて、そこで母親は110番通報するように伝えて自らも通報した。それから駆けつけてきた警察官に保護された。
翌3月28日、男は静岡県伊東市で「死のうと思ったが死に切れなかった、警察を呼んでほしい」と通りがかりの新聞配達員に救助を求めた。発見されたときの男は全身血だらけで、首をカッターナイフで切り自殺を図っていた。埼玉県警察は未成年誘拐の疑いで指名手配していた男の身柄を確保した。
その男は同年3月に千葉大学の卒業を認定され就職先も決まっていたが、同大学は29日にその男の卒業を取り消した。

### 裁判
2016年9月26日にこの事件の初公判がさいたま地方裁判所で開かれる。そこでは少女には誘拐から約1ヵ月後に逃げ出したものの、助けを求めた人々には話を聞いてもらえずに男の部屋に戻っていたと語られた。
2017年8月29日に判決公判が開かれた。そこでは男は奇声をあげながら入廷して、質問に対して実際とは違った返答をしたり、日本語が分からないなどと答えた。このことから裁判長は言い渡しの延期を宣言した。2018年3月12日にさいたま地方裁判所で延期をされた判決公判が開かれ、懲役9年が言い渡された。
2019年2月20日には控訴審判決公判が東京高等裁判所で開かれ、一審判決を破棄し懲役12年が言い渡された。